# Jali Point
Jali Point är en udde i Gambia. Den ligger i den västra delen av landet, 70 km öster om huvudstaden Banjul.
Terrängen inåt land är platt. Runt Jali Point är det ganska glesbefolkat, med 21 invånare per kvadratkilometer. Närmaste större samhälle är Kerewan, 17,9 km väster om Jali Point. Omgivningarna runt Jali Point är huvudsakligen savann.